# Real Club Deportivo de La Coruña 2019-2020
Questa voce raccoglie le informazioni riguardanti il Real Club Deportivo de La Coruña nelle competizioni ufficiali della stagione 2019-2020.

## Maglie e sponsor
| Casa | Trasferta | Terza divisa |

Sponsor ufficiale: Estrella Galicia
Fornitore tecnico: Macron

## Rosa
Aggiornata al 21 febbraio 2020.
| N. |                      | Ruolo | Calciatore                  |
| -- | -------------------- | ----- | --------------------------- |
| 1  | Spagna (bandiera)    | P     | Dani Giménez                |
| 2  | Spagna (bandiera)    | D     | David Simón                 |
| 3  | Italia (bandiera)    | D     | Michele Somma               |
| 4  | Spagna (bandiera)    | C     | Álex Bergantiños (capitano) |
| 5  | Senegal (bandiera)   | D     | Abdoulaye Ba                |
| 6  | Spagna (bandiera)    | D     | Peru Nolaskoain             |
| 7  | Spagna (bandiera)    | A     | Borja Valle                 |
| 8  | Spagna (bandiera)    | C     | Vicente Gómez               |
| 9  | Venezuela (bandiera) | A     | Christian Santos            |
| 10 | Spagna (bandiera)    | C     | Ager Aketxe                 |
| 11 | Spagna (bandiera)    | A     | Víctor Mollejo              |
| 13 | Serbia (bandiera)    | P     | Aleksandar Jovanović        |
| 14 | Spagna (bandiera)    | D     | Luis Ruiz Sayago            |

| N. |                           | Ruolo | Calciatore        |
| -- | ------------------------- | ----- | ----------------- |
| 15 | Spagna (bandiera)         | D     | Francisco Montero |
| 16 | Spagna (bandiera)         | A     | Sabin Merino      |
| 17 | Turchia (bandiera)        | C     | Emre Çolak        |
| 19 | Costa d'Avorio (bandiera) | A     | Mamadou Koné      |
| 20 | Francia (bandiera)        | A     | Claudio Beauvue   |
| 21 | Spagna (bandiera)         | D     | Salva Ruiz        |
| 22 | Giappone (bandiera)       | C     | Gaku Shibasaki    |
| 23 | Spagna (bandiera)         | A     | Keko              |
| 24 | Spagna (bandiera)         | D     | Eneko Bóveda      |
| 25 | Nigeria (bandiera)        | C     | Uche Agbo         |
| 29 | Spagna (bandiera)         | D     | Mujaid Sadick     |
| 35 | Spagna (bandiera)         | A     | Hugo Vallejo      |